# 일정한 사실
일정한 사실이란 행정법관계의 발생과 소멸의 원인으로 소멸시효와 취득시효 등의 시효제도가 있다.

## 소멸시효
국가나 지방자치단체가 세금을 부과한 후 아무런 조치를 취하지 아니하고 5년이 경과하면 징세권과 납세의무가 소멸한다. 반대로 국민이나 주민이 국가나 지방자치단체에 대하여 받아야 할 돈이 있음에도 아무런 조치를 취하지 아니하고 5년이 경과하면 역시 국가나 지방자치단체는 국민이나 주민에게 돈을 줄 의무가 소멸한다.

## 취득시효
사인이 국가나 지방자치단체의 공유재산이 아닌 잡종재산을 일정한 요건 아래 일정한 기간 점유하면 소유권을 취득할 수 있다.

## 참고 문헌
- 이철용, 행정법, 고시계사, 2015.